# Wiener Außenring Autobahn
Die Wiener Außenring Autobahn A 21 (ugs. auch Allander Autobahn) ist eine Autobahn in Österreich und Teil der Europastraße 60. Sie verbindet die West Autobahn A 1 am Knoten Steinhäusl mit der Süd Autobahn A 2 am Knoten Vösendorf, wo sie in die Wiener Außenring-Schnellstraße S 1 einmündet.
Die Wiener Außenring Autobahn bildet künftig in Verbindung mit weiteren Schnellstraßen und Autobahnen einen Teil des so genannten Regionenrings um Wien.

## Ausführung
Die A 21 ist zwischen Knoten Vösendorf und Brunn am Gebirge sechsspurig. Die weitere Strecke zum Knoten Steinhäusl ist grundsätzlich vierspurig, in Steigungsbereichen existiert jedoch jeweils ein zusätzlicher Langsamfahrstreifen.
Die beiden Teilstücke der A 21 bei Steinhäusl und Gießhübl gehören mit maximal 5,2 % zu den steilsten Abschnitten des österreichischen Autobahnnetzes. So muss mehrmals im Jahr, wenn in Ostösterreich Schnee fällt, Schneekettenpflicht für Lkw verhängt werden bzw. für diese komplett gesperrt werden.

## Geschichte

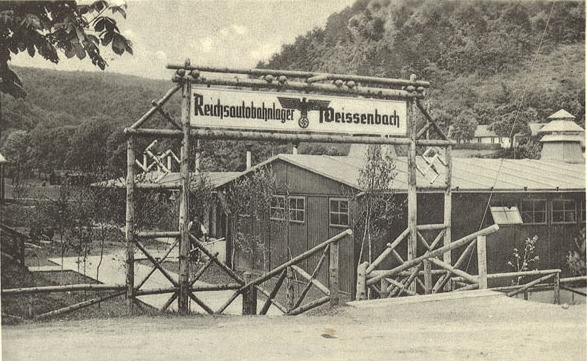
Lager bei der Autobahnbaustelle in Weissenbach bei Mödling

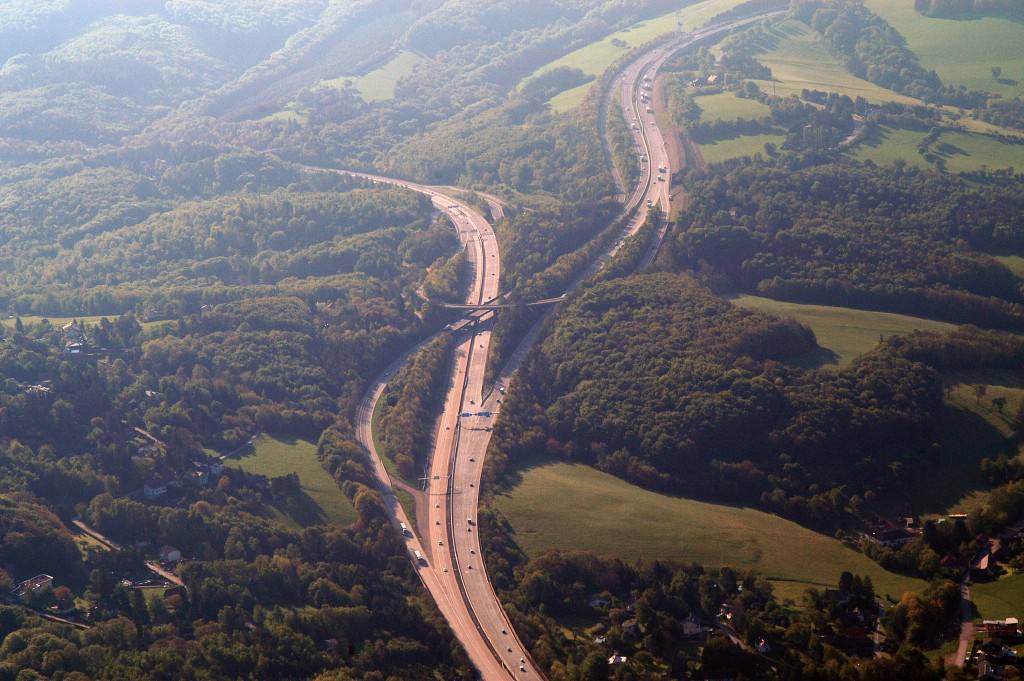
Knoten Steinhäusl

Die Wiener Außenring Autobahn wurde bereits in den 1930er Jahren geplant. Nach dem Anschluss an Deutschland 1938 wurde noch im selben Jahr die Trasse von Vösendorf westwärts nach Alland planiert. Mit dem Bau der Talübergänge wurde 1940 begonnen (siehe Geschichte Allands). 
So wurden beispielsweise in Weissenbach oder Sittendorf Barackenlager eingerichtet, in denen vorerst reguläre Bauarbeiter untergebracht wurden, später aber als Unterkunft für Kriegsgefangene dienten. So waren im Sittendorfer Lager ursprünglich verhältnismäßig gut bezahlte Arbeiter aus Wien, dem Burgenland, aber auch aus Deutschland untergebracht. Im September 1941 kamen Ukrainer in dieses Lager und wurden als Soldaten ausgebildet. Später kamen aber Gefangene aus Frankreich und später Serbien in das Lager. Bis zu 250 Insassen beherbergte das Lager. 1942 brach Typhus aus und forderte zahlreiche Opfer. Nachdem die Baracken noch kurze Zeit als Lager für Flugzeugteile aus der Seegrotte diente, wurden sie wie die gesamten Baustellen in den Kriegswirren eingestellt. Auch an der Fischerwiese in Klausen-Leopoldsdorf befand sich ein Lager, wo auch Roma inhaftiert waren, die als Zwangsarbeiter an der Autobahn arbeiten mussten. In Sittendorf wurde auch 1938 ein Barackenlager errichtet, das ursprünglich für die Arbeiter und später französische Kriegsgefangene sowie für serbische Zwangsarbeiter diente. Heute erinnert eine Gedenktafel am Erinnerungsort Barackenlager sowie am Sittendorfer Friedhof.
Nach dem Krieg fielen die bereits eingetauschten oder abgelösten Grundstücke als Deutsches Eigentum in sowjetische Hände und gelangten erst nach dem Staatsvertrag im Jahr 1955 wieder in Besitz der Republik Österreich.
Vor dem Weiterbau wurden auch andere Trassenvarianten in Betracht gezogen. So war eine Variante, die A 21 ab Alland südlicher verlaufen zu lassen. Da aber das Helenental, ein enges Tal, landschaftlich zu sehr in Mitleidenschaft gezogen worden wäre, ließ man diese Variante wieder fallen. Nur im Bereich von Heiligenkreuz wurde die Trasse weiter vom Ort weg verlegt, um das Stift Heiligenkreuz nicht zu beeinträchtigen. Außerdem war ein großer Teil der für den Bau notwendigen Grundstücke bereits abgelöst. So wurde erst 1964 mit dem Weiterbau begonnen.
Auf dem 1962 eröffneten ersten Teilstück zwischen Knoten Vösendorf und Brunn am Gebirge stand nur eine Richtungsfahrbahn zur Verfügung. Erst 1968 war es in beide Richtungen befahrbar. Die letzten Abschnitte zwischen Mayerling und Hinterbrühl wurden 1982 fertiggestellt. Ferner sollte die Autobahn auch noch weiter verlaufen und dann bei Schwechat in die A 4 übergehen. Dieser Abschnitt wurde in Form der 2006 eröffneten S 1 ausgeführt.
Bald nach Eröffnung der durchgehenden Autobahn sollte am Standort des heutigen Rastplatzes Hinterbrühl eine Raststation errichtet werden. Nach teilweisem Widerstand der ortsansässigen Bevölkerung, die eine Beeinträchtigung ihres Lebensraumes befürchtete, wurde der Plan fallen gelassen und die Raststation in Alland errichtet.
| Eröffnung          | Streckenabschnitt                                 | Länge     |
| ------------------ | ------------------------------------------------- | --------- |
| 19. Dezember 1962  | ASt Brunn/Gebirge – Knoten Vösendorf (rechte RFB) | 2,116 km  |
| 11. April 1968     | ASt Brunn/Gebirge – Knoten Vösendorf (linke RFB)  | 2,116 km  |
| 24. September 1971 | Knoten Steinhäusl – Klausen-Leopoldsdorf          | 13,200 km |
| 7. Oktober 1977    | Klausen-Leopoldsdorf – ASt Mayerling              | 4,017 km  |
| 24. Oktober 1980   | ASt Hinterbrühl – ASt Brunn/Gebirge               | 10,442 km |
| 29. September 1982 | ASt Heiligenkreuz – ASt Hinterbrühl               | 3,031 km  |
| 29. September 1982 | ASt Mayerling – ASt Heiligenkreuz (linke RFB)     | 5,437 km  |
| 29. Oktober 1982   | ASt Mayerling – ASt Heiligenkreuz (rechte RFB)    | 5,437 km  |

## Unfälle
In der Nacht zum 22. Februar 2010 fuhr in Richtung Steinhäusl ein deutscher Reisebus auf einen vor ihm fahrenden LKW auf. Es waren dabei sechs Tote, zehn Schwerstverletzte und zwanzig Leichtverletzte zu verzeichnen. Temperaturen um den Gefrierpunkt erschwerten den Einsatz der Kräfte auf der gesperrten Autobahn.

## Probleme
Am 2. Dezember 2010 blieben nach starkem Schneefall 80 Lkw auf der A 21 hängen und die gesamte Autobahn war fünf Stunden lang gesperrt. Nach heftigen Schneefällen musste am 1. Dezember 2016 die A 21 beim Knoten Steinhäusl gesperrt werden, da dort trotz Winterausrüstung Lkw hängen geblieben waren. Ein Grund war die dortige Steigung von mehr als 5 %. Erneut kam es am 19. April 2017 nach starken Schneefällen zu einer Sperre, da etliche Lastwagen und viele Pkw, die bereits auf Sommerreifen unterwegs waren, auf der A 21 für Stunden hängen geblieben waren. Die Asfinag entgegnete auf die Kritik, zu spät auf die Schneefälle reagiert zu haben, dass man schon Stunden vor dem Einsetzen der stärksten Schneefälle die Schneepflüge auf Straße gesandt habe. Querstehende Laster und das Nichtbilden der Rettungsgasse durch Kraftfahrer hätten es verunmöglicht, mit den Schneepflügen durchzukommen. In einer Stellungnahme vom 20. April 2017 erklärte Infrastrukturminister Leichtfried dazu, die Winterreifenpflicht für LKW bis zum 15. Mai zu verlängern.